# Tratto tettospinale

Schema esemplificativo del tratto tettospinale

Il tratto tettospinale è un sistema discendente del midollo spinale che decorre lungo le colonne ventromediali del midollo spinale. Il tratto tettospinale è suddiviso in un fascio mediale, il quale origina dai tubercoli quadrigemini superiori del mesencefalo (o collicoli superiori) ed agisce sui motoneuroni che controllano la muscolatura extraoculare in risposta a stimoli visivi. Il fascio laterale origina dalla lamina tecti mesencefalica e le sue funzioni non sono ancora note.
I corpi cellulari dei neuroni del tratto tettospinale sono situati a livello del tetto ottico (ovvero quella struttura del mesencefalo costituita dai due collicoli superiori). Il collicoli superiori del mesencefalo ricevono input diretti dalla retina, e anche altre proiezioni sia dalla corteccia visiva, che dalle vie somatosensoriali e uditive. Sulla base di queste informazioni sensoriali il collicolo superiore costruisce una sorta di mappa del mondo circostante e la stimolazione in un certo punto della mappa causa un riflesso che dirige gli occhi in modo tale che l’immagine si formi sempre sulla fovea (punto di massima acuità visiva). Questa via coordina dunque i movimenti di capo e collo ai movimenti oculari.